# Municipio de Mullally
El municipio de Mullally (en inglés: Mullally Township) es un municipio ubicado en el condado de Harlan en el estado estadounidense de Nebraska. En el año 2010 tenía una población de 245 habitantes y una densidad poblacional de 2,62 personas por km².

## Geografía
El municipio de Mullally se encuentra ubicado en las coordenadas 40°7′58″N 99°14′9″O / 40.13278, -99.23583. Según la Oficina del Censo de los Estados Unidos, el municipio tiene una superficie total de 93.37 km², de la cual 93,37 km² corresponden a tierra firme y (0 %) 0 km² es agua.

## Demografía
Según el censo de 2010, había 245 personas residiendo en el municipio de Mullally. La densidad de población era de 2,62 hab./km². De los 245 habitantes, el municipio de Mullally estaba compuesto por el 99,59 % blancos, el 0,41 % eran amerindios. Del total de la población el 0,82 % eran hispanos o latinos de cualquier raza.